# Bošany (hrádek)
Bošany je původně gotický hrad přestavěný v roce 1550 na renesanční kaštel. Nachází se v obci Bošany.

## Historie
Na místě dnešního zámečku stál již v 14. století opevněný blokový hrádek, později v 15. století rozšířený na tříprostorový. Hrádek s polygonální věží se zachoval v konstrukcích dnešního zámečku.
Renesanční přestavba měla za cíl udělat ze zámečku silnou protitureckou pevnost. V roce 1776 byl barokně přestavěn a roku 1793 upraveny fasády. V 19. století se obnova soustředila na renesanční atiky. V té době se zámeček stal centrem velkostatku, proto bylo jeho opevnění zbouráno a boční křídlo přestavěno na sýpku. V letech 1903 a 1946 byl celý objekt opraven a od roku 1982 se uskutečňovala komplexní obnova objektu.
Zachované jsou i zbytky gotické výzdoby fasády, renesanční sgrafitová výzdoba, valené klenby a barokní štuková výzdoba.

## Exteriér
Zámeček je trojkřídlá dvoupodlažní budova na hlavním křídle s nárožními polygonálními věžemi a na vnějším obvodu s vysokými štítovými stěnami, které mají renesanční štítové atiky.
Hlavní jednotraktové křídlo s dodatečně vestavěnou dvorní chodbou má zachovány renesanční valené klenby s lunetami a barokní štukové klenby. V místnostech patra rovné zrcadlové stropy z 19. století. V nárožních věžích jsou barokní klenby se štukovou výzdobou. Na jižní fasádě jsou fragmenty původní omítky s rytým nárožním kvádrováním.